# Уамбо (провінція)
Уамбо (порт. Huambo) — провінція в Анголі.
Провінція Уамбо знаходиться у центральній частині Анголи, за 450 кілометрів на південний схід від столиці країни Луанди. Головне місто провінції — Уамбо. Площа провінції становить 35 771 км². Кількість населення становить 2 225 000 чоловік. 55% жителів проживають у містах. Понад 22% — діти до 5 років.
У геолого-природному сенсі територія Уамбо є височиною з окремими гірськими масивами, одним з яких є гора Моко, найвища точка Анголи (2.619 метрів). Для територій низин, що не належать до високогір'я, характерні степи з густою травою. Попри те, що Уамбо географічно знаходиться у тропічній зоні, середня річна температура повітря у ній становить близько 22 °C (узимку може знижуватись до +5 °C — +8 °C). Кількість щорічних опадів коливається між 800 і 1.600 мм. Екстенсивні вирубки, а також руйнівна громадянська війна в Анголі, що тривала десятиріччями (1975—2002), призвели до захаращення лісових багатств регіону Уамбо.
Для місцевого населення характерним є екстенсивне ведення сільського господарства, що супроводжувалось варварським випалюванням лісів.

## Муніципалітети
- Баїлундо
- Уамбо
- Екунха
- Лонгонжо
- Укума
- Мунго
- Каала
- Катчіунго
- Тчікала Тчолоанга
- Лондуімбалл